# Християн Френ
Мартін Йоахім Френ, нім. Christian Martin Joachim Frähn ; 23 травня (4 червня) 1782 , Росток, герцогство Мекленбург-Шверинське - 16 серпня 1851 , Санкт-Петербург
 ) - Видатний німецький сходознавець - арабіст і нумізмат. Професор Казанського університету (1807-1815), Академік Санкт-Петербурзької Академії наук (з 24 вересня 1817), дійсний статський радник. У 1818 р. заснував і до 1842 р. очолював Азійський музей Академії наук. Почесний член понад 20 академій та вчених товариств світу. Автор понад 150 досліджень, опублікованих німецькою, латинською та арабською мовами.

## Біографія
Народився у Росток, де закінчив латинську гімназію. Розпочав навчання арабською та давньоєврейською мовами на богословському факультеті університету Ростока під керівництвом гебраїста Олафа Тіхзена (Oluf Gerhard Tychsen, 1734—1815), продовжив освіту в університетах Геттінгена та Тюбінгена. У 1802 закінчує навчання та вирушає до Швейцарії, де до 1804 р. викладав латинську мову в Бургдорфському педагогічному інституті Песталоцці. Повернувшись у Росток, в 1804 р. захистив докторську дисертацію, здобувши ступеня доктора філософії, магістра вільних наук, а також доктора богослов'я . У 1806 р. прийнятий приват-доцентом Ростокського університету. На початку 1807 р. перший піклувальник Казанського навчального округу С. Я. Румовський звернувся до Олафа Тіхзену з проханням порекомендувати будь-кого на заміщення посади професора східних мов у щойно заснованому Казанському університеті . Той одразу назвав ім'я Френа, як найкращого свого учня. У 1807 р. Френ прийняв запрошення очолити кафедру східних мов Казанського університету та одразу отримав посаду ординарного професора. У Казань він прибув у жовтні 1807 р. Тут він публікує першу монографію, присвячену опису 17 саманідських і буїдських монет, не відомих доти в Європі, причому її довелося друкувати арабською мовою, зважаючи на відсутність у Казані латинського шрифту. Викладання також давалося важко: Френ не володів російською мовою, а його студенти - латинською, яка була на початку XIX ст. Універсальною мовою науки. У Казанському університеті він викладав насамперед арабську мову, а також читав спецкурси з арабської літератури (з хрестоматії Тихзена) та арабської нумізматики.
В подальші роки Френ зумів представити опис кількох приватних колекцій східних монет, що були викрадені і зберігалися в Казані та інших містах, докладно описуючи невідомі монети східного халіфату, династії Саманідів, волзьких булгар, татарських власників та ін. Під час роботи над нумізматичною спадщиною східних культур, було закладено основу його власної колекції. Дослідження цих монет призвело Френа до досліджень місць їх карбування, хронологічної послідовності династій, титулів володарів і т. п., так що помалу він захоплював у коло своїх досліджень майже всю область мусульманської археології. Саме в Казані із пересічного теолога - гебраїста Френ перетворився на вченого світового рівня. У 1815 р. його було обрано деканом філософського (історико-філологічного) факультету Казанського університету.
У 1815 р. перевівся до Санкт-Петербург (хоча Тихзен пропонував зайняти йому свою кафедру в Ростоку). У 1818 р. графом С. Уваровим було засновано Азійський музей Академії наук, де Уваров став президентом. Посаду директора Азійського музею Френ займав з 1818 до 1842, а саме до 1826 був його єдиним співробітником. У 1817 р. обраний до ординарних академіків. У Петербурзі він не займався викладацькою діяльністю, але багато російських арабісти та іраністи вважали його своїм учителем: у нього були «приватні» слухачі. На пенсії - з 1842 р. Похований на Смоленському цвинтарі Санкт-Петербурга.
У 1843 р. звернувся до піклувальника Казанського навчального округу М. Мусіну-Пушкіну з проханням знайти серед студентів східного відділення Казанського університету молодого вченого, здатного в майбутньому стати ад'юнктом Академії наук. Вибір припав на Ніколая Зоммера.

## Основні праці
- Aegyptus auctore Ibn-el-Vardi. Галла, 1804. — Галла : Christ. Handelius, 1804. — 112 с.
- Curarum exegetico-criticarum in Nahumum specimen. — Росток, 1806.
- Die Abendstunden des einsamen Fremdling's // Ruthenia. — СПб., 1807. — 26 березня.
- Монеты восточных династий Саманидов и Буидов, с конца IX до первой половины XI вв. — Казань : Университетская типография, 1808. — 328 с.
- Numophylacium Orientale Pototianum. Riga: Hartmann, 1813.
- Речь по случаю торжеств лейпцигской победы, произнесенная в казанской лютеранской церкви. — 1813.
- Nonnulla de titulorum et cognominum honorificorum, quibus chani Hordae Aureae usi sunt, origine, natura atque usu. — Казань : университетская типография, 1814. — 22 с.
- De origine vocabuli rossici – деньги. — Казань : Университетская типография, 1815. — 42 с.
- Статья о булгарских древностях // Leipzig. Litter. Zeitung. — 1815. — № 134 (26 березня).
- De auctorem etiam libris vulgatis crisi poscentibus emaculari, deque critica conjecturali, probans dicta exemplo historiae Saracenicae Elmacini. — Казань : университетская типография, 1816. — 34 с.
- Bulariae Urbis origo atque fata // Fundgruben d. Rients. — 1816. — Т. V (26 березня).
- Слово по случаю торжества занятия Парижа, говоренное 10-го мая 1814 года в Казани, в церкви лютеранского исповедания. — Казань : университетская типография, 1817. — 62 с.
- De numorum Bulgharicorum forte antiquissimo commentationes critico-philologico-historicae, liber primus. — Казань : Университетская типография, 1817. — 62 с.
- Beiträge zur Muhammedanischen Münzkunde aus St. Petersburg: oder Auswahl seltener und merkwürdiger, bis dahin unbekannter Muhammedanischer Münzen aus dem Kabinet des P. Pflug. Berlin, 1820.
- Antiquitatis Muhammedanae monumenta varia . Petersburg 1820-22, 2 Bde.
- Ibn-Foszlan’s und anderer Araber Berichte über die Russen älterer Zeit. Frähn, Christian Martin. — Frankfurt am Main : Inst. for the History of Arab.-Islamic Science, 1994, Reprint of the ed. St. Petersburg 1823 / Institute for the History of Arabic-Islamic Science at the Johann Wolfgang Goethe University Frankfurt am Main.
  - Hamburg: Buske, 1976. Nachdr. d. Ausg. von 1823.
- Numi kufici: ex variis museis selecti. Petersburg 1823.
- Ch. M. Fraehnii Recensio numorum Muhammedanorum Academiae imp. scient. Petropolitanae. Petersburg 1826, Nachtrag 1855.
- Ueber Alte Sued-Sibirische Graeberfunde Mit Inschriften Von Gewissem Datum. Petersburg 1837.
- Sammlung kleiner Abhandlungen die muhammedanische Numismatik betreffend. Leipzig 1839; neue Sammlung, Petersburg 1844);
- Miscellen aus dem Gebiete der Orientalischen Litteratur St. Petersburg: 1840.
- Cosmographie de Dimeschky. St. Petersbourg: Impr. de l’Acad. Impér. des Sciences, 1866.
- Aus seinem Nachlass gab Dorn «Opusculorum postumorum pars; Adnotationes in varia opera numismatica» heraus (Petersburg 1877).
- Арабский словарь.